# Südlicher Kielnagelgalago
Der Südliche Kielnagelgalago (Euoticus elegantulus) ist eine Primatenart aus der Familie der Galagos (Galagonidae).

## Merkmale
Südliche Kielnagelgalagos haben ein dichtes, wolliges Fell, das an der Oberseite graubraun bis rotbraun und an der Unterseite grau gefärbt ist. In ihrem Körperbau zeigen sie Anpassungen an die vorwiegend aus Baumsäften bestehende Nahrung: Die Nägel sind seitlich gedrungenen („kielförmig“) und vorne zugespitzt, die Hände und Füße sind breit. Die oberen Schneidezähne stehen nach vorne, die unteren Schneidezähne sind verlängert und die vorderen Prämolaren sind eckzahnartig vergrößert. Die Augen und Ohren sind wie bei allen Galagos sehr groß. Sie erreichen eine Kopfrumpflänge von 18 bis 21 Zentimetern, eine Schwanzlänge von 28 bis 31 Zentimetern und ein Gewicht von 270 bis 360 Gramm.

## Verbreitung und Lebensraum

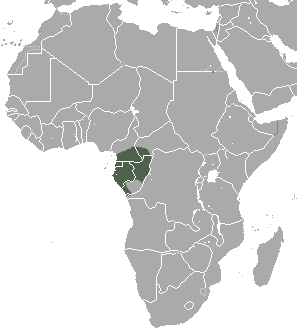
Verbreitungsgebiet (grün)

Südliche Kielnagelgalagos sind im mittleren Afrika beheimatet. Ihr Verbreitungsgebiet reicht vom südlichen Kamerun über Mbini (dem Festlandteil Äquatorialguineas) bis nach Gabun und in die Republik Kongo. In Kamerun bildet der Fluss Sanaga die Grenze zum Verbreitungsgebiet des Nördlichen Kielnagelgalagos. Ihr Lebensraum sind tropische Regenwälder.

## Lebensweise
Diese Primaten sind nachtaktive Baumbewohner, die kaum auf den Boden kommen. Tagsüber schlafen sie in selbstgemachten Blätternestern, in der Nacht gehen sie auf Nahrungssuche, wobei sie sich laufend und springend fortbewegen und sich in Höhen von 5 bis 50 Metern aufhalten.
Während oft zwei bis sieben Tiere den Tag gemeinsam schlafend verbringen, gehen sie des Nachts getrennt auf Nahrungssuche. Die Weibchen bilden Gruppen mit einer festgelegten Rangordnung. Es sind territoriale Tiere, die ihr Revier mit Urin markieren, aber ihre Pfoten im Gegensatz zu anderen Galagos nicht mit Urin waschen. Das Revier eines Männchens überlappt das mehrerer Weibchen.
Bevorzugter Geburtstermin ist zwischen Dezember und März, wenn das Nahrungsangebot am reichhaltigsten ist. Das Weibchen bringt meist ein einzelnes Jungtier zur Welt, ansonsten ist über die Fortpflanzung wenig bekannt.

## Ernährung
Die Nahrung dieser Primaten besteht vorrangig (rund 75 %) aus Baumsäften. Die breiten Hände und zugespitzten Nägel dienen dem Festhalten auf der senkrechten Baumrinde, die spezialisierten Zähne zum Annagen der Baumrinde. Insekten machen rund 20 % ihrer Nahrung aus, Früchte nehmen sie hingegen kaum zu sich.

## Gefährdung
Der Südliche Kielnagelgalago ist weit verbreitet und häufig, er wird von der IUCN als „nicht gefährdet“ (least concern) gelistet.